# Ślizg oczyk
Ślizg oczyk (oczyk, ślizgowiec oczyk) (Blennius ocellaris) – gatunek ryby z rodziny ślizgowatych (Blenniidae).

## Występowanie
Występuje w północnym Atlantyku od wybrzeża zachodnioafrykańskiego do północnej Szkocji, w Morzu Śródziemnym i Czarnym.
Ryba żyjąca w strefie przydennej, na dnie żwirowatym, na głębokości od 10 do 100 m.

## Opis
Dorasta maksymalnie do 20 cm, przeważnie do 14 cm. Ciało wydłużone, bocznie spłaszczone. Głowa wysoka o pionowym profilu, oczy umieszczone wysoko nad nimi dwa płaskie rozgałęzione czułki. Ciało bezłuskie, skóra śluzowata. Płetwa grzbietowe długa, wysoka, z wyraźnym dużym wcięciem które prawie rozdziela ją na dwie części, podparta 10–20 nitkowatymi twardymi promieniami, pierwszy z nich wyraźnie wystaje poza krawędź płetwy, oraz 14–16 miękkimi promieniami. Płetwa odbytowa podparta 1–2 twardymi i 15–16 miękkimi promieniami. Płetwa piersiowa duża, silna. Płetwy brzuszne z jednym krótkim twardym promieniem i 1–3 miękkimi promieniami. Płetwa ogonowa zaokrąglona.
Ubarwienie: grzbiet i boki brązowo- lub szarozielone, z 5–7 ciemnymi poprzecznymi pręgami, zachodzącymi na płetwę grzbietową. Na płetwie grzbietowej między 5 a 8 twardym promieniem zaznaczona wyraźnie niebieskoczarna plama z białą obwódką.

## Odżywianie
Odżywia się wieloszczetami, drobnymi skorupiakami i innymi drobnymi organizmami żyjącymi na dnie.

## Rozród
Rozród odbywa się w zależności od temperatury,  w południowej części występowania w miesiącach zimowych. Złożonej ikry pilnuje samiec.